# Салангана велика
Салангана велика (Hydrochous gigas) — вид серпокрильцеподібних птахів родини серпокрильцевих (Apodidae). Це рідкісний вид птахів, що мешкає в Малайзії та Індонезії. Єдиний представник монотипового роду Велика салангана (Hydrochous).

## Опис
Довжина птаха становить 16 см. Розмах крил найбільший серед усіх саланган і становить 15 см. Самиця важить 35–39 г, самець 37 г. Довжина крила становить 142–158 мм. Великі салангани мають однорідне, темно-коричневе забарвлення (нижня частина тіла трохи світліша). Хвіст глибоко роздвоєний, однак під час польоту птах тримає хвіст стиснутим.

## Поширення
Великі салангани мешкають на Малайському півострові, на островах Суматра, Ява і Калімантан (лише на заході острова, в малайзійських штатах Саравак і Сабах. Птах живе в гірських тропічних лісах, поблизу річок і водоспадів, на висоті 300–1500 м над рівнем моря.

## Раціон
Харчуються комахами, які, як і більшість серпокрильцевих, ловить в польоті. Утворює зграї з 20–50 птахів, шукає здобич в присмерках. Іноді великі салангани приєднуються до змішаних зграй, в які входять великі колючохвости й зеленкуваті салангани.

## Розмноження
Гніздо зроблене із зібраного в польоті моху і лишайнику, змішаного з пір'ям і слиною. Воно прикріплюється до пласкої вертикальної поверхні, часто до виступу скелі за водоспадом.

## Збереження
МСОП вважає стан збереження цього виду близьким до загрозливого. Великі салангани потребують незайманого тропічного лісу і водоспадів і дуже чутливі до знищення природного середовища.